# 6768 Mathiasbraun
6768 Mathiasbraun eller 1983 RY är en asteroid i huvudbältet som upptäcktes den 7 september 1983 av den tjeckiske astronomen Antonín Mrkos vid Kleť-observatoriet i Tjeckien. Den är uppkallad efter skulptören Matthias B. Braun.
Asteroiden har en diameter på ungefär 9 kilometer och den tillhör asteroidgruppen Nysa.